# Fidlovačka (park)

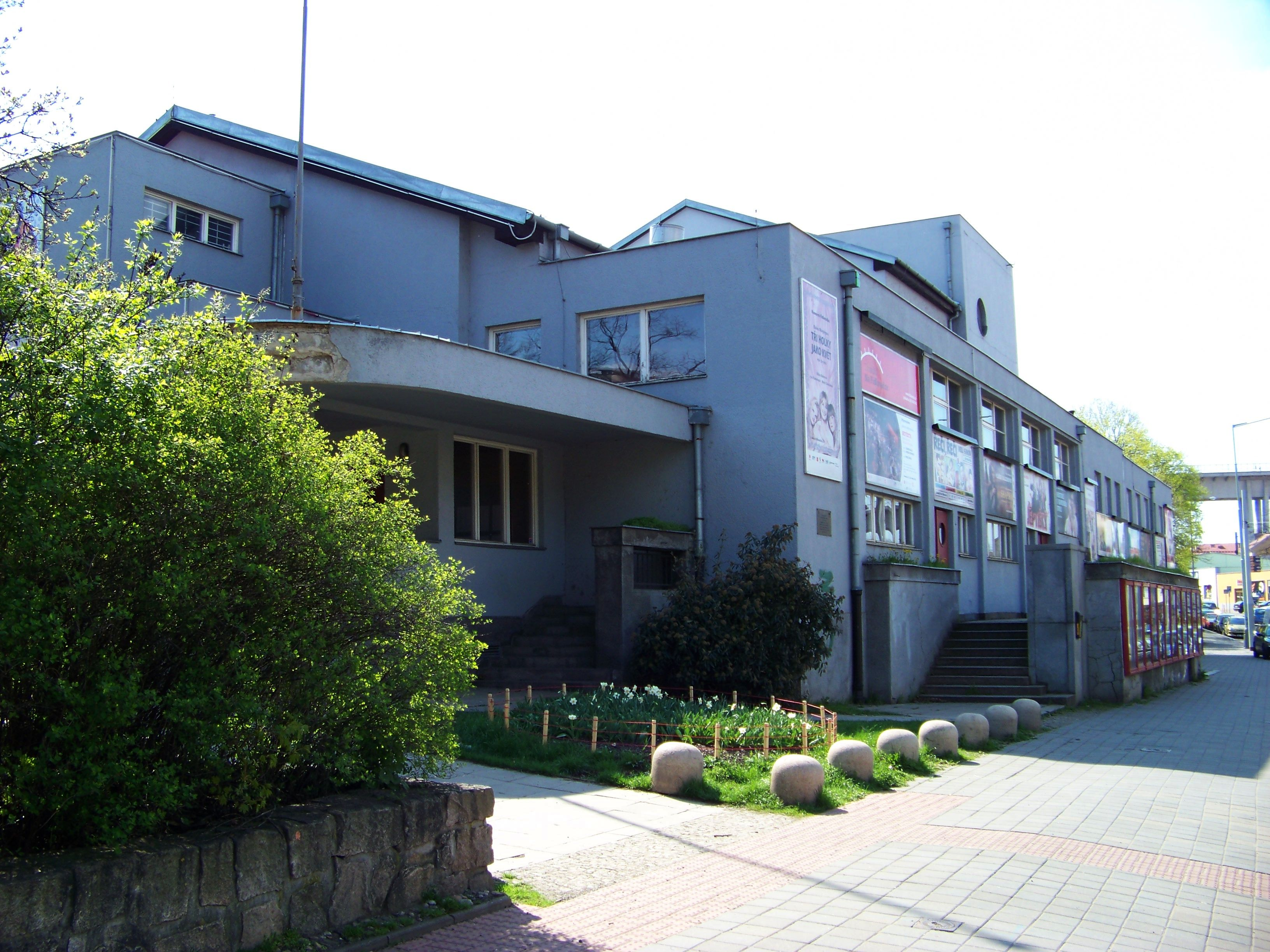
Divadlo na Fidlovačce v Nuslích

Fidlovačka (nebo také park Na Fidlovačce, lidově „park u Tyláčku“) je městský park v Praze 4 v Nuslích, mezi ulicemi Křesomyslova, Ctiborova, Na Fidlovačce a Boleslavova, před Divadlem Na Fidlovačce. Park je o rozloze 1,37 ha a leží v nadmořské výšce 197–206 metrů. Je veřejně přístupný a slouží k rekreaci. Fidlovačka patří na území Prahy 4 spolu s Jiráskovými sady, Roztylskými sady a Jezerkou k historickým parkovým plochám.

## Historie
Nuselská Bůžkovská louka mezi Nuselským pivovarem a Folimankou sloužila od josefinských let k jarní lidové veselici nazývané fidlovačka, každoročně pořádané cechem pražských ševců ve středu po Velikonocích. Název Fidlovačka je odvozen od ševcovského nástroje k hlazení kůže. Na této středeční povelikonoční pouti byl stavěn tradiční stromek s ozdobami ve tvaru ševcovských nástrojů. Vznikla i píseň „V tom Nuselském údolí stála fidlovačka...“. A protože „nuselští ševci“ obouvali celou velkou Prahu, včetně armády, daroval jim prý císař Josef II. stromek s ozdobami vyvedenými ve stříbře od „fidlovačky“, přes verpánek, kladívka a potěh, až po ševcovskou dratev. Cech si toho vážil, až do doby, kdy vznikl spor s císařem „o modré pondělí", poté jej ševci propili v nespecifikované nuselské hospodě. Po postavení výletní restaurace se louka stala oblíbeným výletním místem Pražanů. Posléze byla louka rozparcelována a na části, která nebyla určena k zástavbě, vznikl roku 1902 první veřejný nuselský park. Na východním konci parku končila v úvrati Na Fidlovačce (tehdy Nusle-Fričova) již od  6. ledna 1910 první tramvaj, spojující Nusle přes Nuselské údolí s Prahou. Na opačném konci parku byla vystavěna dřevěná aréna a na jejím místě postaveno roku 1921 divadlo s původním názvem Tylovo divadlo, dnešním názvem Divadlo Na Fidlovačce, podle divadelní hry, v níž se poprvé 21. prosince 1834 zpívala budoucí národní hymna (Česká hymna). V roce 1960 v souvislosti s úpravami budovy divadla a přejmenováním na Hudební divadlo v Nuslích byl park upraven podle návrhu zahradního architekta Jiřího Novotného, kdy došlo k pevnějšímu propojení parku s budovou divadla.
V letech 1944 až 1952 bývala v parku placená „služba“ s hodinovou sazbou odpočinku na lavičkách (stoličkách) k sezení v letech 1946 až 1948 rozšířená i o prodej drobného občerstvení.
V roce 1960 byl v souvislosti s částečnou rekonstrukcí divadla vytvořen dlážděný nástupní prostor podle architekta Jiřího Novotného. Došlo tím ke zjevnějšímu propojení parku s objektem divadla.
Od roku 2020 se v tomto parku a okolí konají zpravidla v září „Nuselské pivní slavnosti“, připomínající historickou tradici Nuslí.

## Popis
Ústřední prostor parku tvoří průhled, rámovaný dřevinami – bukem lesním, jírovcem maďalem, topolem bílým, dubem letním, ořešákem černým a dalšími. Před divadlem byla zbudována kašna s několika vodotrysky, která park oživuje, zejména v horkých letních dnech. V roce 2002 vzniklo v parku pískovcové pítko, které má tvar kvádru, zakončeného polokoulí.
Konce diagonální cesty od Nuselského pivovaru k „pítku“ zdobí původní tisy.